# Gundolsheim
Gundolsheim är en kommun i departementet Haut-Rhin i regionen Grand Est (tidigare regionen Alsace) i nordöstra Frankrike. Kommunen ligger i kantonen Rouffach som tillhör arrondissementet Guebwiller. År 2022 hade Gundolsheim 728 invånare.

## Befolkningsutveckling
Antalet invånare i kommunen Gundolsheim
| Referens: INSEE |